# Jean Nurdin
Jean Nurdin (* 22. Juni 1922 in Fougerolles (Haute-Saône); † 11. Januar 2021 in Dole) war ein französischer Historiker.

Jean Nurdin wurde 1977 an der Universität Metz promoviert mit einer Arbeit über den deutschen Europadiskurs in der Bismarckzeit. Er war Professor für deutsche Zivilisations- und Ideengeschichte an der Universität von Burgund bis zu seiner Emeritierung 2003. Nurdin erwarb sich in der Fachwelt besondere Verdienste um die Erforschung der deutschen Geistesgeschichte. Vor allem forschte er zur Geschichte der Europaidee in Deutschland. In einer 2003 veröffentlichten Studie arbeitete er das einschlägige deutschsprachige Schrifttum zum „Traum Europa“ von der Leibnizzeit bis zur Mitte des 20. Jahrhunderts auf.

## Schriften (Auswahl)
- L’idée d’Europe dans la pensée allemande à l’époque bismarckienne. Lang, Bern 1980, ISBN 3-261-04702-X.
- Le rêve européen des penseurs allemands 1700–1950. Presses Universitäres du Septentrion, Lille 2003, ISBN 2-85939-776-0.